# Drimia aphylla
Drimia aphylla är en sparrisväxtart som först beskrevs av Peter Forsskål, och fick sitt nu gällande namn av John Charles Manning och Peter Goldblatt. Drimia aphylla ingår i släktet Drimia och familjen sparrisväxter. Inga underarter finns listade i Catalogue of Life.